# Klebsormidiophyceae
A Klebsormidiophyceae a Streptophyta második legbazálisabb osztálya, a Phragmoplastophyta testvérkládja.

## Történet
K. D. Stewart és K. D. Mattox hozták létre a rendet, de nem írták le formálisan.
2024-ig egyetlen rendje a Klebsormidiales volt, a Streptofilumot pedig nem sorolták rendbe, de 2024-ben filogenetikai elemzésekkel megállapították, hogy a Streptofilum, a Klebsormidium és az Interfilum e rend tagja, a Hormidiella és az Entransia önálló rendekbe kerültek, melyek neve Hormidiellales, illetve Entransiales. Formálisan ekkor írták le Bierenbroodspot et al. mind a rendeket, mind az osztályt.
Genetikai elemzése alapján 2024-ben Bierenbroodspot et al. megállapították, hogy mintegy 1 milliárd évvel ezelőtt élhetett a Streptophyta első többsejtű csoportja.

## Morfológia

### Sejt
Az embriós növényekre jellemző poliszacharid-alapú sejtfala van, ami a Mesostigmatophyceae mineralizált szerves pikkelyű sejtfalától a poliszacharid-alapú felé való átmenetre utalhat. Az embriós növények közelebbi rokonai összetettebb sejtfalakkal rendelkeznek, akár tisztán poliszacharidokból, például cellulózból, xilánból, xiloglükánból, mannánból, vegyes kötésű glükánból és pektinből. Ez alapján az összetétele és szerveződése alapján növényiként leírt sejtfal távoli algaősben, valószínűleg a Klebsormidiophyceae és az embriós növények közös ősében jelenhetett meg.
Kloroplasztisza pirenoidos.
Az Entransia fimbriata szabálytalan hajszerűen vagy lebenyekre osztott kloroplasztiszokkal rendelkezik, sejtmagja gömbölyű, átmérője 4–6 μm, benne a nukleóluszé 1–3 μm. A kloroplasztiszt és a sejtmagot vékony citoplazmahéj veszi körül, és nagy vakuólum lehet vele átellenesen vagy körülötte. A sejtmag és a plasztisz közt nagy peroxiszóma van, nem teljes citokinezisű sejtjeiben makrotubulusok vannak.

### Szervezet
Utolsó közös őse többsejtű, valószínűleg fonalas volt, az egysejtű és szarcinoid alakok levezetettek lehetnek. Fonalas fajai el nem ágazó (például Streptofilum) vagy elágazó fonalas (például Streptosarcina) hajtásúak.

## Életmód
A Klebsormidium nitens alacsony hőmérséklet és magas fénystressz hatására spórákat képez. Magas dezepoxidációs index jellemzi ekkor a xantofillciklus pigmentjeit, ezenkívül oldható cukrokat halmoz fel. A fény és a dehidratáció a földi fajok fotoszintetikus adaptációját befolyásolja, a hőmérséklet kevésbé. A magasabb besugárzás a Hormidiella parvula és a Streptosarcina costaricana fotoszintézis-sebességét növeli, a Streptosarcina arenaria fajét nem.
Más mikroalgákhoz hasonlóan a rövid távon emelkedő hőmérsékletekre hasonlóan válaszolnak fotoszintézis és sejtlégzés terén egyaránt. Az alacsony fényhez való adaptációt feltehetően dehidratáció segítette.
A fotoszintézis termelte és a légzés fogyasztotta oxigén aránya alacsony hőmérsékleten (5–10 °C) a legmagasabb.
A Klebsormidium és az Interfilum hasonló UV-védő anyagokat termelnek, míg a Hormidiella ettől eltérőt termel, és az Entransia nem rendelkezik ilyen anyaggal, és nem is halmoz fel ilyen anyagot, így fotoszintetikus aktivitása UV-sugárzás hatására jelentősen csökken.

### Auxin
Auxinnal rendelkezik, poláris transzportját a Klebsormidiophyceae és Charophyceae csoportokban írták le, ami alapján korán jött létre a poláris auxintranszport, azonban ez nincs minden Streptophyta-ágban jelen – például a Klebsormidium nitens PIN-homológja auxinspecifikus transzporter, mely nem polárisan a perifériás sejtmembránban van, és nincs jelen a sejtközi érintkezés helyén a Chara vulgaris-homológgal szemben, ahol az auxintranszporterek polárisan vannak jelen.

## Élőhely
Kozmopolita szárazföldi zöldmoszatok, megtalálhatók homokdűnékben, sarki és alpesi környezetben is. Kevés fényt igényelnek, optimális növekedésüket és leggyorsabb fotoszintézisüket 30 μmol foton/m2s sugárzás mellett érik el, azonban jelentős különbség van az egyes fajok közt, például a Klebsormidium crenulatum fotoszintézis-sebessége 500, a K. nitensé alacsony hőmérsékleten 300 μmol foton/m2s felett csökken.

## Genetika
A Klebsormidiophyceae és a Phragmoplastophyta közös ősében jelenhettek meg a „DCL-New”, a DCL1, az AGO1/5/10 és az AGO4/6/9. RDR1/2 nem található meg, RDR6 viszont igen. A Mesostigmatophyceae–Klebsormidiophyceae átmenetet a Streptophytában megjelenő többsejtűség jellemezte: utóbbi egysorú el nem ágazó, nem poláris fonalakból áll, a DCL1 eredete feltehetően a fonálképzéshez fontos sejtosztódás-koordinálásban fontos.
Az YCF1 jelentősen bővült benne: a Klebsormidium nitensé például 4186 aminosavból áll. Feltehetően a Klebsormidiophyceae rendelkezik a leghosszabb YCF1-gyel, mely elkülönül az ősi, a Chlorokybophyceae és a Mesostigmatophyceae csoportokban lévő Cte-YCF1-étől és a később kialakult csoportok Ste-YCF1-étől.
Az Entransia 2017-ben a Klebsormidiophyceae egyetlen szekvenált plasztiszgenomú nemzetsége volt ftsH génnel.
Rendelkeznek az in planta xilánszintézishez szükséges glikoziltranszferázokkal, az IRX9-cel és az IRX14-gyel, melyek fontosak lehetnek az IRX10 Golgi-készülékhez való rögzítésében.

### Telomerek
Legtöbb faja telomerei a Chlamydomonas reinhardtiihoz hasonlóan TTTTAGGG szekvenciájú ismétlődő szakaszokból állnak, de legalább egy fajban TTTTAGG ismétlődés is ismert, mely a Viridiplantae ősi TTTAGGG szekvenciájától való elmozdulás.

## Filogenetika
Bierenbroodspot et al. 2024-es tanulmánya alapján (pontozott vonallal a parafiletikus csoportok):
|  | \| \| Streptofilum \| \| \| \| \| \| Interfilum \| \| \| \| |
|  |                                                             |
|  | Klebsormidium                                               |
|  |                                                             |
|  | Streptofilum                                                |
|  |                                                             |
|  | Interfilum                                                  |
|  |                                                             |

|  | Streptofilum |
|  |              |
|  | Interfilum   |
|  |              |

|                | Hormidiella parvula                                                                    |
|                |                                                                                        |
| Streptosarcina | \| \| Streptosarcina costaricana \| \| \| \| \| \| Streptosarcina arenaria \| \| \| \| |
|                | \| \| Streptosarcina costaricana \| \| \| \| \| \| Streptosarcina arenaria \| \| \| \| |
|                | Streptosarcina costaricana                                                             |
|                |                                                                                        |
|                | Streptosarcina arenaria                                                                |
|                |                                                                                        |

|  | Streptosarcina costaricana |
|  |                            |
|  | Streptosarcina arenaria    |
|  |                            |

|                | Hormidiella parvula                                                                    |
|                |                                                                                        |
| Streptosarcina | \| \| Streptosarcina costaricana \| \| \| \| \| \| Streptosarcina arenaria \| \| \| \| |
|                | \| \| Streptosarcina costaricana \| \| \| \| \| \| Streptosarcina arenaria \| \| \| \| |
|                | Streptosarcina costaricana                                                             |
|                |                                                                                        |
|                | Streptosarcina arenaria                                                                |
|                |                                                                                        |

|  | Streptosarcina costaricana |
|  |                            |
|  | Streptosarcina arenaria    |
|  |                            |

|  | \| \| Streptofilum \| \| \| \| \| \| Interfilum \| \| \| \| |
|  |                                                             |
|  | Klebsormidium                                               |
|  |                                                             |
|  | Streptofilum                                                |
|  |                                                             |
|  | Interfilum                                                  |
|  |                                                             |

|  | Streptofilum |
|  |              |
|  | Interfilum   |
|  |              |

|                | Hormidiella parvula                                                                    |
|                |                                                                                        |
| Streptosarcina | \| \| Streptosarcina costaricana \| \| \| \| \| \| Streptosarcina arenaria \| \| \| \| |
|                | \| \| Streptosarcina costaricana \| \| \| \| \| \| Streptosarcina arenaria \| \| \| \| |
|                | Streptosarcina costaricana                                                             |
|                |                                                                                        |
|                | Streptosarcina arenaria                                                                |
|                |                                                                                        |

|  | Streptosarcina costaricana |
|  |                            |
|  | Streptosarcina arenaria    |
|  |                            |

|                | Hormidiella parvula                                                                    |
|                |                                                                                        |
| Streptosarcina | \| \| Streptosarcina costaricana \| \| \| \| \| \| Streptosarcina arenaria \| \| \| \| |
|                | \| \| Streptosarcina costaricana \| \| \| \| \| \| Streptosarcina arenaria \| \| \| \| |
|                | Streptosarcina costaricana                                                             |
|                |                                                                                        |
|                | Streptosarcina arenaria                                                                |
|                |                                                                                        |

|  | Streptosarcina costaricana |
|  |                            |
|  | Streptosarcina arenaria    |
|  |                            |

## Jelentőség
A Klebsormidium és az Interfilum a talaj-életközösségek fontos tagjai, és jelentősen hozzájárulnak a primer termeléshez, a szén- és nitrogénciklushoz, a talajstabilizációhoz és a víztartáshoz. Ezenkívül az embriós növények kialakulásának tanulmányozásában is fontosak, mivel a Streptophytában igen korán alakultak ki, és egyes fajai, például a Klebsormidium crenulatum és a Klebsormidium nitens korábban csak az embriós növényekben ismert, a hormonjelzésben és a dehidratációs stresszben fontos génekkel rendelkeznek.